# Disney Princess (videogioco)
Disney Princess è un videogioco d'azione e avventura del 2003 sviluppato da Art Co., Ltd. per Game Boy Advance. Il gioco vede come protagoniste le principesse Disney che completano diversi livelli.

## Trama
Il videogioco offre sei storie diverse incentrate su Biancaneve, Belle, Cenerentola, Aurora, Ariel e Jasmine, che giocano attraverso diversi livelli e sconfiggono i cattivi dei rispettivi film.